# Nicomachide
Nichomachide — ou, parfois, Nicomachides — est un citoyen athénien qui intervient dans un dialogue de Socrate rapporté par Xénophon dans ses  Mémorables
Ce dialogue est l'occasion pour Socrate de préciser ses vues sur le leadership et le management. Il apparait alors comme l'inventeur du leadership stratégique  et de la conception fonctionnelle du management redécouverte par Henri Fayol au début du XXe siècle.